# Sybase
Sybase foi uma empresa de software e serviços que produziu softwares para gerenciamento e análise de informações em banco de dados relacionais.  A empresa foi adquirida pela  SAP em 2010. A SAP deixou de utilizar o nome Sybase em 2014.
A Sybase foi uma empresa de software que produziu serviços e produtos relacionados ao gerenciamento de informação, mobilidade, messaging, ferramentas de desenvolvimento e data warehousing e OLAP. Desde sua fundação em 1984, a Sybase foi sido líder inovadora no desenvolvimento de tecnologia de bancos de dados e manteve um significativo crescimento de negócios acerca de seu banco relacional, o Adaptive Server Enterprise. Sua base global de clientes incluiu 80 dos Fortune 100 e uma forte presença em mercados verticais como o de serviços financeiros, telecomunicações, saúde e governo.

## Histórico
A Sybase foi fundada por Mark Hoffman e Bob Epstein em 1984, em Berkeley, na Califórnia. Em 1988 foi a primeira no mercado a fornecer um banco de dados relacional com arquitetura cliente/servidor (ao Human Genome Project) e em 1990 inovou novamente, apresentando ao mercado a sua tecnologia de replicação aberta.
Sybase uniu-se à Microsoft em um acordo em que compartilhariam o código do seu servidor de banco de dados, então chamado de Sybase SQL Server. Até a versão 4.9 Sybase e Microsoft SQL Server eram virtualmente idênticos; devido a desentendimentos entre as duas empresas quanto à divisão de receita, decidiram separar-se e hoje poucos traços de herança desta época podem-se notar.
Em 1995 liderava no mercado de ferramentas de desenvolvimento cliente/servidor com o PowerBuilder e, em 1998, tinha mais de 5 milhões de estações licenciadas em SQL Anywhere. Tornou-se líder nos segmentos bancário, de corretagem e mercado de capitais.
Em 2000, Sybase foi a primeira empresa a apresentar um servidor de aplicações J2EE.
Em 2003, lançou a sua estratégia “Unwired Enterprise”, cuja visão é constituída por permitir às empresas estender a sua informação com segurança e torná-la útil para as pessoas em qualquer lugar, usando qualquer dispositivo. A Sybase expandiu seus negócios através de aquisições como a AvantGo, englobando-a nos negócios de sua subsidiária iAnywhere, assim como, em 2005, a Extended Systems, entre outras. Em 2006 a Sybase adquiriu a Mobile 365 e criou a Sybase 365 e esta combinação fez com que a Sybase se tornasse o maior provedor de software e serviços do mundo, entregando, no mesmo ano, o número recordista de 25 bilhões de mensagens móveis.
Em 21 de janeiro de 2009, a Sybase adquiriu o provedor de soluções de pagamento mPayment. Em março de 2009, a Sybase e a SAP fizeram uma parceria para entregar o novo software  SAP Business Suite para iPhone, Windows Mobile, BlackBerry e outros dispositivos móveis. Em setembro de 2009, a Sybase e a Verizon firmaram uma parceria para gerenciar soluções móveis para empresas em todo o mundo por meio das Managed Mobility Solutions da Verizon, as quais utilizam a plataforma corporativa de gerenciamento de dispositivos da Sybase. O Gartner relatou que a Sybase ganhou market share na indústria de bancos de dados em 2009.
Em maio de 2010, a SAP anunciou que iria adquirir a Sybase por US$ 5,8 bilhões. A aquisição se completou em julho de 2010.

## Produtos
Abaixo está uma lista dos principais produtos (a lista completa pode ser obtida a partir do website da empresa).
- Sybase Adaptive Server Enterprise (ASE) - O produto que tornou a Sybase famosa, com freqüência sendo referido simplesmente como "Sybase".
- AvantGo, plataforma móvel de serviços internet.
- PowerBuilder, uma ferramenta de rapid application development (RAD).
- PowerDesigner, solução de modelagem e projeto em uma única ferramenta para empresas que precisam criar ou reprojetar aplicativos.
- SQL Anywhere, SGBDR com tecnologias de gerenciamento e de troca de dados voltado a empresas de pequeno e médio porte, e soluções de mobilidade.
- Advantage Database Server, SGBDR cliente/servidor de alto desempenho criado para possibilitar a evolução de sistemas no padrão xBase. Possibilita as formas de acesso ISAM e SQL.
- Sybase IQ gerenciador voltado a data warehousing da Sybase.